# Pyramitrium
Pyramitrium là một chi rêu trong họ Encalyptaceae.